# Trichomonády
Trichomonády (Trichomonadida) je řád jednojaderných bičíkatých prvoků z říše Excavata, kmene Parabasalia (někdy však je řazen do kmene Metamonada). Jedná se o komenzály v trávicí soustavě obratlovců i bezobratlých, někdy však parazitují. Ze systematického hlediska je tento řád pravděpodobně parafyletický.

## Popis
Mají maximálně pět bičíků předních a jeden zadní, k tomu navíc undulující membránu a tzv. kosta.
Mezi význačné parazitické trichomonády patří Trichomonas (př. Trichomonas vaginalis), Tritrichomonas, Histomonas či Dientamoeba. Mezi komenzály patří např. mnohobičíkaté brvitky (Hypermastigina), žijící v symbióze ve střevech termitů a švábů (např. Trichonympha či Pentatrichomonas).